# Inline-Speedskating-Europameisterschaften 2010
Die Europameisterschaften wurden im italienischen San Benedetto del Tronto ausgetragen. Die Wettkämpfe fanden vom 29. Juli bis 7. August 2010 statt.
Die erfolgreichsten Teilnehmer waren mit jeweils fünf Goldmedaillen Erika Zanetti bei den Frauen und Bart Swings bei den Herren.

## Frauen
| Distanz              | Gold                                                             | Silber                                                       | Bronze                                                       |
| Bahn                 | Bahn                                                             | Bahn                                                         | Bahn                                                         |
| -------------------- | ---------------------------------------------------------------- | ------------------------------------------------------------ | ------------------------------------------------------------ |
| 300 m Einzelsprint   | Erika Zanetti                                                    | Nicoletta Falcone                                            | Desire Contenti                                              |
| 500 m Sprint         | Erika Zanetti                                                    | Jana Gegner                                                  | Sabine Berg                                                  |
| 1000 m Sprint        | Desire Contenti                                                  | Jana Gegner                                                  | Francesca Lollobrigida                                       |
| 10000 m Punkte-Auss. | Simona Di Eugenio                                                | Mariska Huisman                                              | Laura Lardani                                                |
| 10000 m Ausscheidung | Laura Lardani                                                    | Simona Di Eugenio                                            | Mariska Huisman                                              |
| 3000 m Staffel       | Deutschland Sabine Berg Jana Gegner Mareike Thum                 | Italien Simona Di Eugenio Erika Zanetti Laura Lardani        | Niederlande Bianca Roosenboom Manon Kamminga Mariska Huisman |
| Straße               |                                                                  |                                                              |                                                              |
| 200 m Einzelsprint   | Erika Zanetti                                                    | Desire Contenti                                              | Jana Gegner                                                  |
| 500 m Sprint         | Erika Zanetti                                                    | Jana Gegner                                                  | Desire Contenti                                              |
| 10000 m Punkte       | Simona Di Eugenio                                                | Sabine Berg                                                  | Mareike Thum                                                 |
| 15000 m Ausscheidung | Sabine Berg                                                      | Elma De Vries                                                | Mareike Thum                                                 |
| 5000 m Staffel       | Italien Arianna Arcidiacono Francesca Lollobrigida Erika Zanetti | Niederlande Manon Kamminga Bianca Roosenboom Mariska Huisman | Deutschland Sabine Berg Jana Gegner Tina Strüver             |
| Langstrecke          |                                                                  |                                                              |                                                              |
| 42195 m Marathon     | Sabine Berg                                                      | Laura Lardani                                                | Elma De Vries                                                |

## Männer
| Distanz              | Gold                                                       | Silber                                                          | Bronze                                                    |
| Bahn                 | Bahn                                                       | Bahn                                                            | Bahn                                                      |
| -------------------- | ---------------------------------------------------------- | --------------------------------------------------------------- | --------------------------------------------------------- |
| 300 m Einzelsprint   | Nicolas Pelloquin                                          | Andrea Peruzzo                                                  | Ioseba Fernandez                                          |
| 500 m Sprint         | Claudio Naselli                                            | Andrea Peruzzo                                                  | Leoivert Gewendal                                         |
| 1000 m Sprint        | Bart Swings                                                | Claudio Naselli                                                 | Francisco Jose Peula                                      |
| 10000 m Punkte-Auss. | Bart Swings                                                | Matteo Amabili                                                  | Francisco Jose Peula                                      |
| 15000 m Ausscheidung | Fabio Francolini                                           | Matteo Amabili                                                  | Davide Amabili                                            |
| 3000 m Staffel       | Frankreich Ewen Fernandez Thomas Boucher Nicolas Pelloquin | Belgien Ferre Spruyt Bart Swings Maarten Swings                 | Italien Davide Amabili Andrea Peruzzo Fabio Francolini    |
| Straße               |                                                            |                                                                 |                                                           |
| 200 m Einzelsprint   | Matthias Schwierz                                          | Ronald Mulder                                                   | Ioseba Fernandez                                          |
| 500 m Sprint         | Ronald Mulder                                              | Michel Mulder                                                   | Matthias Schwierz                                         |
| 10000 m Punkte       | Bart Swings                                                | Crispijn Ariens                                                 | Ewen Fernandez                                            |
| 20000 m Ausscheidung | Bart Swings                                                | Brian Lepine                                                    | Fabio Francolini                                          |
| 5000 m Staffel       | Belgien Bart Swings Maarten Swings Jore von den Bergh      | Frankreich Nicolas Pelloquin Julien Sourisseau Lepivert Gwendal | Italien Claudio Nasseli Andrea Angeletti Fabio Francolini |
| Langstrecke          |                                                            |                                                                 |                                                           |
| 42195 m Marathon     | Ingmaar Berga                                              | Bart Swings                                                     | Julien Sourisseau                                         |

## Medaillenspiegel
| Platz | Land        | Gold | Silber | Bronze | Gesamt |
| ----- | ----------- | ---- | ------ | ------ | ------ |
| 1.    | Italien     | 11   | 10     | 8      | 29     |
| 2.    | Belgien     | 5    | 2      | 0      | 7      |
| 3.    | Deutschland | 4    | 4      | 6      | 14     |
| 4.    | Niederlande | 2    | 6      | 3      | 11     |
| 5.    | Frankreich  | 2    | 2      | 3      | 7      |
| 6.    | Spanien     | 0    | 0      | 4      | 4      |